# 야마자키역 (아이치현)
야마자키역(일본어: 山崎駅)은 일본 아이치현 이나자와시에 위치한 나고야 철도 비사이선의 철도역이다. 역 번호는 BS 07이며, 단선 1면 1선의 구조를 갖춘 지상역이다.

## 타는 곳
| ■ 비사이 선 | 하행 | 하기와라 · 이치노미야 방면 |
| ■ 비사이 선 | 상행 | 모리카미 · 쓰시마 방면     |

## 이용 현황
- 2013년 기준 : 1,107명

## 역 주변
- 닛코 강

## 인접 역
| 나고야 철도 비사이선       | 나고야 철도 비사이선 | 나고야 철도 비사이선       |
| -------------------------- | -------------------- | -------------------------- |
| BS 06 모리카미 야토미 방면 | ■ 비사이선           | 다마노 BS 08 다마노이 방면 |